# Babala
Babala (en népalais : बाबला) est un comité de développement villageois du Népal situé dans le district d'Achham. Au recensement de 2011, la ville comptait 2 813 habitants.